# آقا علیزاده
آقا علیزاده (انگلیسی: Agha-Alizadeh; ۲۲ اکتبر ۱۸۷۱ – ۱۹۵۴ (۸۲−۸۳ سال)) هشتمین شیخ‌الاسلام قفقاز و نخستین شیخ‌الاسلام جمهوری خلق آذربایجان بود.